# Nathalie Fiat
Nathalie Fiat (4 de noviembre de 1964) es una deportista francesa que compitió en ciclismo de montaña en la disciplina de descenso. Ganó una medalla de plata en el Campeonato Mundial de Ciclismo de Montaña de 1991 y una medalla de plata en el Campeonato Europeo de Ciclismo de Montaña de 1991.

## Palmarés internacional
| Campeonato Mundial | Campeonato Mundial     | Campeonato Mundial | Campeonato Mundial |
| Año                | Lugar                  | Medalla            | Competición        |
| ------------------ | ---------------------- | ------------------ | ------------------ |
| 1991               | Barga (Italia)         | Medalla de plata   | Descenso           |
| Campeonato Europeo |                        |                    |                    |
| Año                | Lugar                  | Medalla            | Competición        |
| 1991               | La Bourboule (Francia) | Medalla de plata   | Descenso           |